# Tobias Philipp Ekart
Tobias Philipp Ekart (* 22. Mai 1799 in Simau; † 1. November 1877 in Bamberg) war ein deutscher Botaniker. Sein botanisches Autorenkürzel lautet „Ekart“.

## Leben
Tobias Philipp Ekart, der vermutlich 1830 an der Universität Erlangen zum Dr. phil. promoviert wurde, wirkte in der ersten Hälfte des 19. Jahrhunderts als Fürstlich Schwarzburg-Sondershausenscher Garteninspektor in Sondershausen. Nach einer Gärtnerlehre in Schwetzingen bei Gartendirektor Zeyher und späterer Tätigkeit in herzöglichen Gärten in Coburg und Bayreuth wurde er 1836 zum fürstlichen Hof-Garteninspektor nach Sondershausen berufen. Dort gestaltete er für Günther Friedrich Carl II. von Schwarzburg-Sondershausen den Schlosspark Sondershausen um. Ab etwa 1848 lebte er in Bamberg. Als Botaniker ist er vor allem durch die 1832 erfolgte Veröffentlichung eines ersten Bestimmungsbuches der deutschen Lebermoose bekannt.
Tobias Philipp Ekart wurde am 3. August 1835 mit der Matrikel-Nr. 1407 und dem akademischen Beinamen Mohr in die Gelehrtenakademie Leopoldina aufgenommen.
Sein Herbar bot er 1846 selbst zum Kauf an. Es befindet sich nun im Herbarium Haussknecht.

## Schriften
- Frankens und Thüringens Flora in naturgetreuen Abbildungen. Dresch, Bamberg und Aschaffenburg 1828 (Digitalisat)
- Synopsis Jungermanniarum in Germania vicinisque terris hucusque cognitarum. Riemann, Coburgi 1832 (Digitalisat)
- Betrachtungen über bildende Landschafts-Gartenkunst in einer erläuternden Beschreibung des Fürstlichen Parks zu Sondershausen. Potsdam 1840 (Digitalisat)